# Sven Uslings Trio
Sven Uslings Trio är ett TV-program av Galenskaparna och After Shave som är en parodi på Sveriges dansband och orkestrar. Programmet sändes i Sveriges Television (SVT)  2 januari 1995 och var cirka 15 minuter långt. Namnet alluderar på Göteborgsorkestern Sven Tjuslings trio.
Sven Uslings Trio består av fem bröder, samt en kusin som spelar saxofon. Alla har bockskägg och är klädda i blå vegamössor, ljusgula skjortor med ljusblå kravatter och vita byxor. Denna utstyrsel gäller alla i bandet utom orkesterledaren Sven (Jan Rippe), som saknar skägg och har vit vegamössa, dito skjorta och byxor samt mörk kavaj och fluga. 
Sven Uslings Trio bor på Öckerö i Göteborgs skärgård där de har sina familjer, utom kusinen Dennis som bor i stan. De fem bröderna har sjön som fritidsintresse och har en liten båt som de fått ärva av sin far. De åker ofta ut i skärgården, utom Sven Usling som inte tål sjön särskilt bra.
I TV-programmet som är utformat som en dokumentärfilm, får vi följa bandet på turné till Åre. Förutom musikaliska smakprov får vi se bröderna åka skidor – i scenkläder. 
Musikern Lasse Lindbom, sångaren Niklas Strömstedt samt skivbolagsdirektören Mats Lissjanis intervjuas i programmet. Alla framhåller vilken begåvad orkester Sven Uslings Trio är och vilken betydelse de har haft för svensk musikhistoria. 
Galenskaparna och After Shave har framträtt som Sven Uslings Trio vid ett flertal tillfällen. Redan 1986 sågs de i lördagsunderhållningen Kyss Karlsson med Gösta Engström, där de framförde låten "Mygg". 1989 gästade de Bosse Larsson i Nygammalt. 1990 medverkade trion i TV-showen Krogsväng med Svante Thuresson, där de framförde den trallvänliga miljövisan "Öppna ditt fönster, släpp in lite sot..."

## Roller
- Intervjuare - Kerstin Granlund
- Sven = bror, sångare och orkesterledare - Jan Rippe
- Keramik-Olle = bror och bas - Per Fritzell
- Lillebjörn = bror och gitarr - Knut Agnred
- Ingemar = bror och piano - Peter Rangmar
- Holger = bror och trummor - Anders Eriksson
- Dennis = kusin och saxofon - Claes Eriksson
- Anita Usling, okänt släktskap och sångerska (på Sånt är livet) - Efva Attling[2]